# 羅伯遜山
74°41′S 64°14′W / 74.683°S 64.233°W
羅伯遜山是南極洲的山峰，位於帕爾默地，處於奧斯汀山西北面37公里，海拔高度1,565米，由美國探險隊發現，以隨隊的航空機械師命名。